# 난카이정
난카이정(일본어: 南海町)은 일본 오사카부 센난군에 설치되었던 정이다. 현재의 한난시 북부·서부에 해당한다.
난카이 전기 철도의 연선 마을이므로 난카이를 마을 이름으로 채용하였다.

## 역사
- 1956년 9월 30일 - 센난군 오자키촌, 니시톳토리촌, 시모쇼촌이 합병해 난카이정이 성립하였다. 
  - 9월 5일 - 정내에 있던 공장 내 실수로 염소 가스가 발생하였고. 인근 주민 백수십 명이 눈의 통증을 호소하는 피해를 입었다.
  - 10월 20일 - 이즈미난군 히가시돗토리 정과 합병해 난카이정이 성립하였다. 동일 난카이정은 폐지되었다.

## 교통

### 철도
- 난카이 전기 철도 난카이 본선

### 도로
- 오사카 부도 250호선
- 오사카 부도 257호선
- 오사카 부도 752호선